# C'est dur d'être un homme : Mon oncle
Série C'est dur d'être un homme
C'est dur d'être un homme : Détour par Vienne
(1989) C'est dur d'être un homme : Les Vacances de Tora-san
(1990)
Pour plus de détails, voir Fiche technique et Distribution.
C'est dur d'être un homme : Mon oncle (男はつらいよ ぼくの伯父さん, Otoko wa tsurai yo: Boku no ojisan) est un film japonais réalisé par Yōji Yamada et sorti en 1989. C'est le 42e film de la série C'est dur d'être un homme.

## Fiche technique
- Titre : C'est dur d'être un homme : Mon oncle[1]
- Titre original : 男はつらいよ ぼくの伯父さん (Otoko wa tsurai yo: Boku no ojisan?)
- Réalisation : Yōji Yamada
- Scénario : Yōji Yamada et Yoshitaka Asama
- Photographie : Tetsuo Takaha (ja)
- Montage : Iwao Ishii (ja)
- Musique : Naozumi Yamamoto
- Décors : Mitsuo Degawa
- Son : Isao Suzuki (ja) et Ryūji Matsumoto (ja)
- Producteur : Kiyoshi Shimazu
- Société de production : Shōchiku
- Pays de production :  Japon
- Langue originale : japonais
- Format : couleur — 2,35:1 — 35 mm — son mono
- Genres : comédie dramatique ; romance
- Durée : 108 minutes[2] (métrage : huit bobines - 2 959 m[2])
- Dates de sortie :
  - Japon : 27 décembre 1989[2]

## Distribution
- Kiyoshi Atsumi : Torajirō Kuruma / Tora-san
- Chieko Baishō : Sakura Suwa, sa demi-sœur
- Masami Shimojō (ja) : Ryūzō Kuruma, son oncle
- Chieko Misaki (ja) : Tsune Kuruma, sa tante
- Gin Maeda (en) : Hiroshi Suwa, le mari de Sakura
- Hidetaka Yoshioka : Mitsuo Suwa, le fils de Sakura et de Hiroshi
- Fumi Dan : Hisako Okumura, la tante d'Izumi
- Kumiko Gotō : Izumi Oikawa, la petite amie de Mitsuo
- Mari Natsuki : Reiko Oikawa, la mère d'Izumi
- Isao Bitō (ja) : Yoshikazu Okumura, le mari de Hisako
- Masao Imafuku (ja) : le père de Hisako
- Issei Ogata : le vieil homme qui se dispute avec Tora-san
- Hisao Dazai (ja) : Umetarō Katsura, le voisin imprimeur
- Gajirō Satō (ja) : Genko
- Chishū Ryū : Gozen-sama, le grand prêtre